# Bjongsan Sovon
Bjongsan Sovon (korejsko 병산서원) je sovon v vasi Bjongsa-ri v okrožju Pungčon-mčon v mestu Andong, provinca Severni Gjongsang, Južna Koreja. Sovon je vrsta lokalne akademije v času dinastije Čoson (1392–1897). Prvič so jo kot Džondoksa (尊德祠) ustanovili lokalni konfucijanski učenjaki, zlasti Džong Gjong-se (鄭經世), leta 1613, v petem letu vladavine kralja Gvanghegunga, v spomin na znanstvene dosežke in vrline pomembnega konfucijanskega učenjaka in politika Ju Sŏngnjonga. Predhodnik sovona je bila Pungak Sodang (豊岳書堂), šola v Pungsanu, kjer so v obdobju Gorjo poučevali klan Pungsan Ju. Ju Sŏngnjong je sodang leta 1572 preselil na sedanjo lokacijo.

## Zgodovina
Zgodovina Bjongsan Sovon se je začela, ko se je Ju Sŏngnjong leta 1372 preselil v Andong iz Pungak Sodanga, konfucijanske šole, ustanovljene v obdobju Gorjo. Po Ju Sŏngnjongovi smrti leta 1607 so lokalni konfucijanci, kot je Džong Gjong-se, leta 1613 ustanovili tempelj Džondok in vanj postavili spominsko ploščo prednikov v spomin na njegovo akademsko delo in vrline. Tempelj se je leta 1614 preimenoval v Bjongsan Sovon.
Leta 1620 so po javni razpravi med konfucijanisti ploščo prednikov premestili v Jogang Sovon, spominski Sovon za Toegje. Leta 1629 so izdelali nove spominske plošče prednikov v čast Ju Sŏngnjongu in njegovemu tretjemu sinu Ju Činu.
Bjongsan Sovon je služil kot veja lokalnega izobraževanja, ki je izoblikovala številne učenjake. Leta 1868 je Hungson Devongun ukazal odstranitev, vendar ni bila poškodovana. Avditorij je bil obnovljen leta 1921 pod japonsko oblastjo. Hjangsarje, spominska slovesnost za Ku Sŏngnjonga in Ju Čina, se tukaj odvija vsako leto marca in septembra.
Označen je kot zgodovinsko območje št. 260 in vsebuje približno 3000 knjig približno 1000 različnih vrst, vključno z zbirko knjig Ju Sŏngnjonga. Kompleks je bil leta 2019 uvrščen tudi na seznam svetovne dediščine UNESCO.
Leta 2024 se je korejski radiotelevizijski sistem opravičil, potem ko je njegovo osebje v paviljon Mandaeru v kompleksu zabilo pet žebljev, da bi obesilo luči kot del snemanja dramske produkcije.